# Yoma (anime)
Yoma (妖魔, Yōma), ou Blood Reign: Curse of the Yoma en anglais, est un manga mélangeant Japon féodal et horreur de Kei Kusunoki. Il est adapté en deux OAVs par Takashi Anno en 1989.

## Synopsis
Dans un Japon féodal fictif de la période Sengoku, en pleine guerre civile, les champs de batailles ou règnent la mort permettent la renaissance des démons Yōma. Alors que le clan Takeda, perd son seigneur Shingen Takeda, un des membres du clan, Maro, s’échappe précipitamment. Hikage, un autre ninja du clan et l’ami d’enfance de Maro, a pour mission de le retrouver et de l’éliminer, pour éviter que la nouvelle se propage aux deux clans rivaux, Oda and Uesugi. Pendant sa traque, Hikage doit faire face à plusieurs êtres monstrueux et apprend que Maro n’est autre que Kikuga no Miko , le démon de la Terre, qui cherche à renaître. Malgré 2 ans de traque, Maro parvient à mener à sa perte le clan Takeda lors de la bataille du Mont Nagashino en leur promettant à tort une alliance contre le clan Oda. Maro finit par s’unir avec le démon de la Mer, Majumi no Miko , décuplant ses forces, mais Hikage parvient tout de même à l’éliminer.

## OAV

### Fiche technique
- Titre : Yoma
- Titre alternatifs : Yoma les ténèbres, Yoma, au-delà des ténèbres
- Titre en anglais : Blood Reign: Curse of the Yoma , Curse of the Undead: Yoma
- Réalisation : Takashi Anno
- Scénario : Shō Aikawa
- Musique : Hiroya Watanabe
- Pays d'origine :  Japon
- Année de production : 1989
- Genre : Japon médiéval, horreur, magie
- Durée : 2 x 40 minutes
- Dates de sortie française : VHS (1996, Kazé), DVD (2001, Kaze)

### Liste des épisodes
1. Le chapitre du miroir maléfique (Hikage in a Evil World)
2. Le chapitre de la griffe démoniaque (Maro’s Evil Fang)

### Musiques
- Prologue : 妖魔数え歌 (Yōma Kazoe Uta?) par Mami Nakizoto
- Epilogue : Prologue for Tomorrow (未来へのプロローグ, Ashita he no Purorōgu?) par Midori Karashima

## Accueil critique
Cette œuvre a été critiquée pour le manque de fluidité de l’animation malgré un character design et une atmosphère oppressante réussie.[réf. nécessaire]